# Aristidoideae

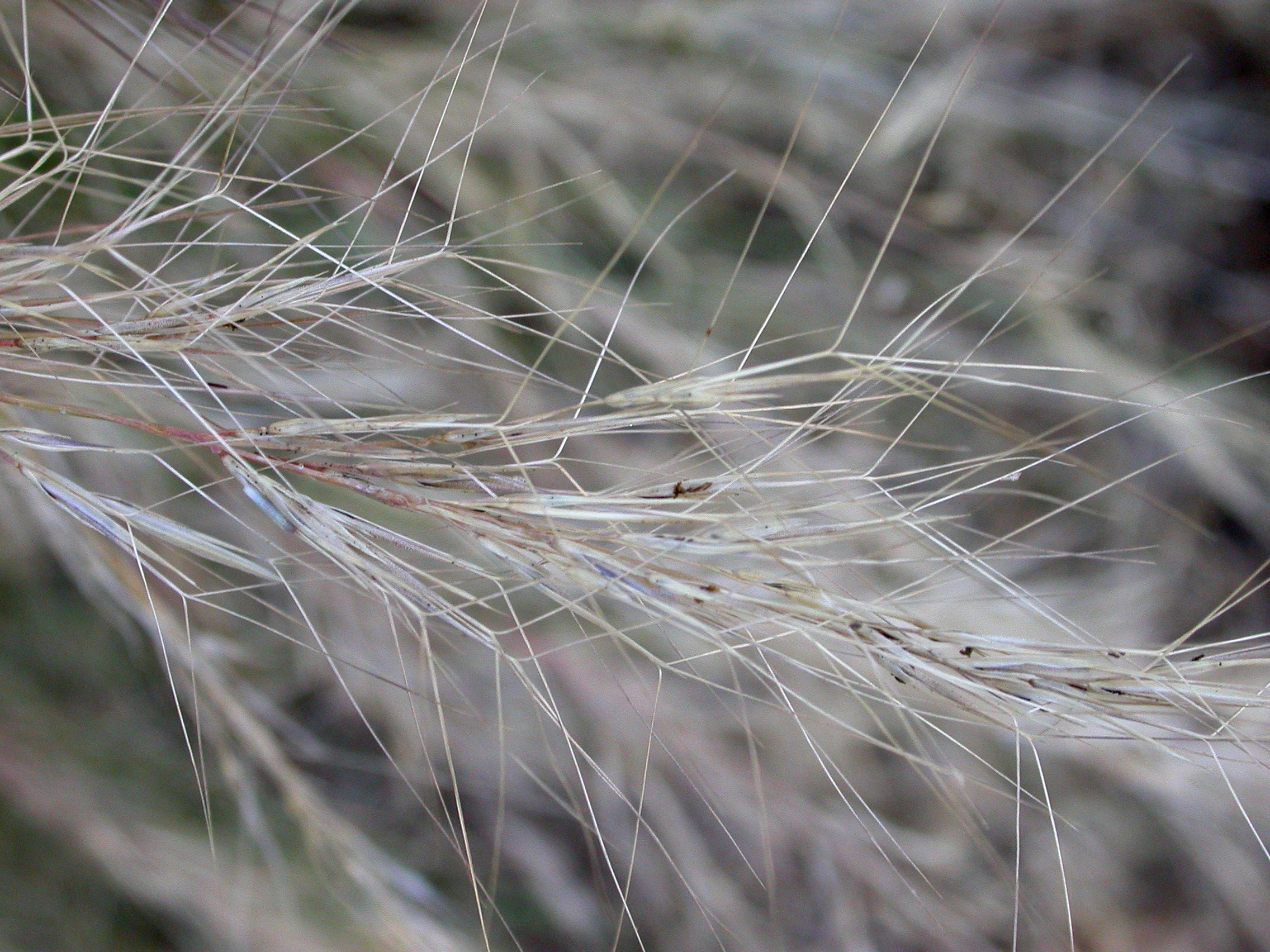
Aristida purpurea

Aristidoideae é uma subfamília da família Poaceae (Gramineae).

## Classificação das Aristidoideae
- Referência: GRIN Taxonomy for Plants USDA

| Tribo      | Gêneros                         |
| ---------- | ------------------------------- |
| Aristideae | Aristida, Sartidia, Stipagrosti |

- Referência: Taxonomy Browser NCBI

| Tribo      | Gêneros                         |
| ---------- | ------------------------------- |
| Aristideae | Aristida, Sartidia, Stipagrosti |

## Observação
A DELTA: L.Watson e  M.J.Dallwitz classifica a tribo
Aristideae, com os mesmos 3 gêneros, na subfamília Arundinoideae.